# Ormenis primaria
Ormenis primaria är en insektsart som först beskrevs av Walker 1858.  Ormenis primaria ingår i släktet Ormenis och familjen Flatidae. Inga underarter finns listade i Catalogue of Life.